# Liste der Geotope im Landkreis Altenburger Land
Im Landkreis Altenburger Land gab es im Juni 2024 insgesamt 17 erfasste Geotope.

## Geotope

### Gesteine
| ID       | Bild           | Bezeichnung                                                        | Art | Stratigraphie                          | Beschreibung | Gemeinde               | Lage |
| -------- | -------------- | ------------------------------------------------------------------ | --- | -------------------------------------- | --- | ---------------------- | ---- |
| ABG_300  |                | Braunkohlenquarzite Schlöpitz                                      | quarzitische Felsblöcke (Knollen-, Wacker- oder Wappensteine)                                                                          | Tertiär                                | Im Bachbett der Blauen Flut, eines kleinen Baches auf der Hochfläche südwestlich Altenburgs, sind unweit des Ortsteils Kürbitz nahe der Wüstung Schlöpitz 25 bis 30 quarzitische Felsblöcke tertiären Alters zu finden, die oft Pflanzenabdrücke enthalten. Durch die Erosion freigelegt, liegen sie noch ungefähr an ihrem ursprünglichen Entstehungsort. Der Geotop ist relativ schwer zu finden, da es keine direkte Zuwegung gibt. | Altenburg              | Lage |
| ABG_1079 | weitere Bilder | Paditzer Schanzen                                                  | Glimmerporphyrit („Biotit-Phänoandesit-Typ Altenburg“), rötlich-violette Färbung, reichlich Biotit in der feinstkörnig-glasigen Matrix | Untere Planitz-Formation               | Der 30 m in die Höhe ragende Paditzer Schanzen ist ein Tagebaurestloch der früheren Werkstein- und Schottergewinnung. Abbaugegenstand war der große Einsprenglinge enthaltende rötlich-violette „Altenburger Porphyrit“, der heute als Andesitoid (Biotit-Phänoandesit, früher: Glimmerporhyrit) bezeichnet wird. Beim „Altenburger Porphyrit“ handelt es sich um vulkanisches Gestein, welches subvulkanisch in Form eines Lakkolithes (ebene Basis, nach oben gewölbte Oberfläche) an der Grenze Oberkarbon-Rotliegend vor ca. 300 Mio. Jahren entstand. Durch Kristallisation des Gesteines aus einer zähflüssigen Schmelze nahe der Erdoberfläche bildete das Gestein sein typisch porphyrisches Gefüge aus: in einer feinkristallinen, lachs- bis korallenroten Grundmasse (Anteil ca. 66 %) finden sich richtungslos-körnig verteilte großkristalline, grobkörnige Einsprenglinge von karminroten und hellgrauen, bis 30 mm großen Feldspäten und graue, perlenförmige Quarze. Die rötliche Farbe resultiert aus akzessorischen Beimengungen von Hämatit und Magnetit in der Grundmasse. Die Erscheinungsform des Aufschlusses wird stark durch zwei nahezu senkrecht aufeinander stehende, subvertikale Kluftnetzwerke geprägt (E-W und NNE-SSW). | Altenburg              | Lage |
| ABG_1065 |                | Schuttbruch Mockzig                                                | Quarzporphyr („Rhyolith-Typ Modelwitz“), graugrüne bis rötlichgraue Farbe, feinkörnige bis dichte Struktur, Fließgefüge                | Untere Planitz-Formation               | Der Schuttbruch Mockzig befindet sich zwischen Modelwitz und Mockzig, ca. 250 m östlich der Kreisstraße K206. Es handelt sich um einen seit vielen Jahrzehnten stillgelegten Kleintagebau, in dem Hartgestein als Wegbaumaterial gewonnen wurde. Das anstehende Gestein, ein Quarzporphyr, der dem „Rhyolith-Typ Modelwitz“ zugeordnet wird, ist graugrün bis rötlichgrau, besitzt eine feinkörnige bis dichte Struktur und zeigt ein Fließgefüge. Eine Besonderheit sind die im Gestein enthaltenen Mikro-Achate, die eine Größe zwischen 2 und 5 mm besitzen. | Altenburg              | Lage |
| ABG_1082 |                | Die Eisenberge                                                     | „Körniger Diabas“, Quarzite und Kieselschiefer                                                                                         | Silur                                  | Auf dem Höhenrücken „Eisenberge“ südlich von Heukewalde erstreckt sich ein auflässiger schluchtartiger Kesselbruch, dessen Sohle größtenteils vermoort ist. Der ehemalige Steinbruch befindet sich im Grenzgebiet zwischen der Leipziger Tieflandsbucht und dem Lösshügelland und ist einer der ältesten Brüche im Altenburger Land. Die Sohle ist überwiegend vermoort und nur eingeschränkt begehbar. Im Aufschluss stehen kleingefaltete und gestörte Abschnitte des silurischen Unteren Graptolithenschiefers an, bestehend aus einer Wechsellagerung von kieselschiefern und Schwarzschiefern (Alaunschiefer). Der Untere Graptolithenschiefer bildet am Eisenberg einen morphologischen Härtling und tektonisch eine eingefaltete, NE-SW-streichende Mulde im Lederschiefer des Heukewalder Sattels. Im Schichtgrenzbereich zum Lederschiefer sind oberdevonische Diabase eingeschaltet (z. Zt. nicht aufgeschlossen). Das Gestein ist durch Eisenoxidbelege intensiv rot gefärbt und teilweise silifiziert. Östlich des Höhenpunktes 304,6 erstreckt sich ebenfalls ein relativ junger Aufschluss dieser Wechsellagerung, welcher genau wie ein weiterer Aufschluss auf der zentralen Südseite dieses Höhenzuges eine kleinräumige Verfaltung zeigt. Am nördlichen Ende des Kesselbruchs findet sich eine Ansammlung von ca. 15 angerundeten Blöcken aus Quarzporphyr (Durchmesser ca. 20 cm bis 1,5 m). Aufgrund des Rundungsgrades sowie teilweise darunter verschüttetem Bauschutt (zerbrochene Gehwegplatten, Autoreifen etc.) muss in Betracht gezogen werden, dass es sich hierbei um umgelagerte Blöcke handelt. | Heukewalde             | Lage |
| ABG_301  |                | Märchensee Leinawald                                               | Quarzkeratophyr, Meta-Rhyolith (Typ Posterstein)                                                                                       | Meta-Rhyolith (Typ Posterstein)        | Im Leinawald, südlich von Altmörbitz liegt ein ehemaliger Steinbruch, der vollständig mit Grundwasser gefüllt ist und als „Märchensee“ bezeichnet wird. Hier wurde bis 1927 Rhyolith (Typ Posterstein) abgebaut und als Wegebaumaterial für den Leina-Forst verwendet. Da die Böschungen mit Verwitterungsschutt bedeckt und vollständig bewachsen sind, ist eine geologische Betrachtung kaum möglich. Nur an wenigen Stellen sind Böschungsreste oberhalb des Wasserspiegels sichtbar, das Betreten ist aufgrund der Absturzgefahr ins Wasser allerdings problematisch. Der Steinbruch bietet einen wichtigen Lebensraum als Laichgewässer für Amphibien, vor allem für Erdkröten. | Langenleuba-Niederhain | Lage |
| GRZ_416  |                | Schottergruben am Lehnberg bei Großenstein (Drosener Schuttgruben) | verwitterter Kiesel- und schwarze Alaunschiefer, blättrig bis dünnbankig, stark gefaltet                                               | Unterer Graptolithenschiefer-Formation | Der Aufschluss befindet sich im Gebiet des Ronneburger Horstes, im unmittelbaren Bereich der Crimmitschauer Störung. Bereits nordöstlich der Waldkante ist Buntsandstein der Zeitz-Schmöllner Mulde durch Lesesteine nachgewiesen. Die Klippe besteht vor allem aus tiefgründig verwittertem Unteren Graptolithenschiefer (Silur). Die Abfolge besteht hier aus einer intensiv kleingefalteten Wechsellagerung von gebleichten hellgrauen Kieselschieferbänken (1 bis 5 cm mächtig) und weißgrauen tonig verwitterten Schwarzschieferlagen. Im unteren, östlichen Teil der Klippe tritt eine ca. 3 m dicke eingeschuppte Scholle auf, die vorwiegend aus Kaolin besteht. Der dickbankig bis massige Kaolin enthält eckige, kaum kantengerundete Quarze von weniger als 0,6 mm Größe. Als Ausgangsgesteine können evtl. permische Sandsteine oder Tuffite in Frage kommen. Dies würde auf noch vorhandene permische Molassereste auf dem Ronneburger Horst hinweisen. Die tiefgründige Kaolinitisierung (Feldspatverwitterung) und die Bleichung des Unteren Graptolithenschiefers sind auf Verwitterungsprozesse unter subtropischen bis tropischen Klimabedingungen am Ende der Kreidezeit und im Tertiär zurückzuführen. Im Hangenden der Klippe steht 0,5 bis 1,5 m mächtiger quartärer Verwitterungsschutt an (pleistozäne Solifluktionsdecke), der vorwiegend aus Kieselschiefer besteht und von wenige Dezimeter mächtigem Lösslehm überdeckt wird. Bis 1970 wurden hier ca. 150 Jahre lang Kiesel- und Schwarzschiefer des Unteren Graptolithenschiefers in flachen Schürfgruben abgebaut (5 bis 10 m). Das Material diente zur Beschotterung von Feldwegen und Hofflächen bäuerlicher Anwesen der näheren Umgebung. Durch den Abbau bildeten sich unterschiedliche Hohlformen mit teilweise steilen Hangflächen in den Randbereichen, in denen sich Oberflächenwasser sammelte. Durch Verschüttung der Abflussrohre Anfang der 1960er Jahre bildeten sich Weiher und Tümpel, deren Wasserstand im Jahresverlauf großen Schwankungen unterworfen ist. | Löbichau               | Lage |

### Sedimentstrukturen
| ID       | Bild | Bezeichnung                   | Art | Stratigraphie                                                       | Beschreibung | Gemeinde    | Lage |
| -------- | ---- | ----------------------------- | --- | ------------------------------------------------------------------- | --- | ----------- | ---- |
| ABG_345  |      | Wolfenholz Altenburg          | feinkörniger, mürber bis halbfester weißlicher Sandstein; Feldspatanteil ist kaolinisiert                                      | Werra-Basalkonglomerat in sandiger Fazies („Weißliegend-Sandstein“) | Im Altenburger Stadtwald „Wolfenholz“, westlich der Leipziger Straße (B93) befindet sich ein ehemaliger Werksteinbruch, der bereits vor 1913 stillgelegt wurde. Der Aufschluss zeigt einen feinkörnigen, mürben bis halbfesten weißen Sandstein, dessen Feldspatanteil kaolinisiert ist. Stratigraphisch wird dieser Sandstein dem terrestrischen Zechstein, dem sog. „Weißrotliegend“, zugeordnet. Die fluviatile Ablagerung der klastischen Sedimente erfolgte auf dem Festland und stellt die Fazies des tieferen Zechsteins dar. Während des Tertiärs kam es aufgrund von Verwitterung zur Kaolinisierung und Bleichung des Gesteins. Der Aufschluss ist stark anthropogen überprägt, so gibt es neben einem Felsenkeller eine Stützmauer und einen parkartigen Baumbestand im näheren Umfeld. | Altenburg   | Lage |
| ABG_1081 |      | Kiesgrube Gärtnerei Gößnitz   | Geschiebemergel, Bänderton, Sand, Kies                                                                                         | Quartär                                                             | Am westlichen Talhang der Pleiße nördlich der Stadt Gößnitz befindet sich eine ehemalige Kiesgrube. Dort wurden bis vermutlich 1960 die elsterkaltzeitlichen Schotter der Pleiße abgebaut und für Bauzwecke verwendet. An der reliktischen Böschung ist eine Sediment-Abfolge bestehend aus Geschiebemergel, Bänderton und Sand-Kies-Wechsellagerung (fälschlicherweise als Entkieselung bezeichnet) aufgeschlossen. Während der zentrale Bereich des Aufschlusses vergleichsweise kohäsionslos und frisch erscheint, ist die Wechselfolge im westlichen und östlichen Bereich stark zementiert und weitestgehend von einer dunklen Verwitterungskruste bedeckt. | Nobitz      | Lage |
| ABG_306  |      | Konglomeratfelsen Posterstein | Sehr grobes Konglomerat mit sehr gut gerundeten Geröllen aus Diabas, Grauwacke, Quarzit und Granit (10 bis 20 cm Durchmesser). | Oberdevon                                                           | Am nördlichen Ortsrand von Posterstein ist beidseits des Fahrweges nach Beerwalde eine Sediment-Pyroklastit-Serie aufgeschlossen, die als Klippe, bzw. als Steilhang in Erscheinung tritt. Der eindrucksvollste Bereich des Konglomeratfelsens ist im Garten eines Privatgrundstücks (Dorfstraße 23) aufgeschlossen. Das 5 bis 7 m mächtige Konglomerat ist sehr grob und besteht aus sehr gut gerundeten Geröllen aus Diabas, Grauwacke, Quarzit und Granit mit Durchmessern zwischen 10 und 20 cm. Der Geröllbestand beinhaltet auch Spilite, d. h. hydrothermal veränderte Basalte, bei denen die Plagioklase zu Albit umgewandelt und die Pyroxene durch Chlorit, Epidot und Calcit ersetzt wurden. Im Hangenden der Konglomerate steht ein gelb- bis olivbrauner Spilittuff mit Bomben aus Madelstein (basischer Vulkanit, dessen Gasblasen-Hohlräme durch sekundäre Minerale wie Calcit, Opal, Achat oder Zeolithe ausgefüllt sind) an. Da das Konglomerat sowohl granitische als auch diabasische Bestandteile enthält, belegt es die Existenz eines räumlich verzahnten sauren und basischen Magmatismus. Die Abfolge ist der Basis des Oberdevons zuzuordnen. | Posterstein | Lage |
| ABG_326  |      | Bastei am Pfefferberg         | sandiges Konglomerat | Schmölln-Formation                                                  | Die „Bastei am Pfefferberg“ ist ein bizarres Felsgebilde am nordwestlichen Rand von Schmölln. Es handelt sich um einen frühpleistozänen Prallhang der Sprotte. Sein Name bezieht sich auf die Bastei im Elbsandsteingebirge. Die „Bastei am Pfefferberg“ besteht aus einem sandigen Konglomerat, das früher dem Unteren Buntsandstein zugeordnet wurde. Heute wird das Konglomerat als fluviatiler Schuttfächer angesehen, der vom östlichen Beckenrand in das Zechstein-Becken geschüttet wurde und hier die tonig-siltigen „Bröckelschiefer“ vertritt. | Schmölln    | Lage |

### Fluviatile und gravitative Abtragungs- und Ablagerungsformen
| ID      | Bild | Bezeichnung | Art                                           | Stratigraphie         | Beschreibung | Gemeinde | Lage |
| ------- | ---- | ----------- | --------------------------------------------- | --------------------- | --- | -------- | ---- |
| ABG_302 |      | Klaffberg   | grobklastischer (konglomeratischer) Sandstein | Unterer Buntsandstein | Bei dem „Klaffberg“ handelt es sich um einen südostexponierten Prallhang des Flusses Sprotte. Dieser befindet sich zwischen der Papiermühle und Lehndorf und ist zwischen 4 und 8 m hoch. Es ist eine Abfolge aus Fein- bis Mittelkiesbänken und geringmächtigen Sandsteinbänken zu sehen. Bei den enthaltenen Geröllen handelt es sich um Quarz, Quarzitquarz, Kieselschiefer, Phyllit und selten um Magmatite. Das Gestein ist aufgrund der Kaolinisierung der Feldspäte mürbe und locker. Insgesamt lässt sich der Prallhang dem Unteren Buntsandstein zuordnen. Der Prallhang ist randlich von der Papiermühle aus über einen Wanderweg nach Lehndorf erreichbar. | Nobitz   | Lage |

### Glaziale und periglaziale Abtragungs- und Ablagerungsformen
| ID       | Bild | Bezeichnung               | Art                                           | Stratigraphie    | Beschreibung | Gemeinde               | Lage |
| -------- | ---- | ------------------------- | --------------------------------------------- | ---------------- | --- | ---------------------- | ---- |
| ABG_303  |      | Findlinge Kiesgrube Leina | Paragneis mit eingeschlossenen Pegmatitlagen. | Mittelpleistozän | Östlich des Industriegebietes Nobitz, bzw. südöstlich des Flugplatzes Altenburg-Nobitz befindet sich die ehemalige Kiesgrube Leina, die seit mindestens 40 Jahren auflässig ist. Sie wurde vor 1945 angelegt und lieferte Betonzuschlagsstoffe für den Ausbau des Wehrmachts-Fliegerhorstes Nobitz. Hier wurden während der Kiesgewinnung mehrere Großgeschiebe freigelegt, die im Tagebaurestloch verblieben. Ob es sich um Relikte der Elster- oder der Saalekaltzeit handelt, ist nicht geklärt. Insgesamt umfasst die Findlingsgruppe 9 Blöcke, die hauptsächlich aus Gneis, Quarz und Pegmatit bestehen. Der größte Block, ein Paragneis mit eingeschlossenen Pegmatitlagen, besitzt ein Volumen von ca. 7 m³ (ca. 25 n ENE eines kl. Teiches im SW-Teil der ehem. Grube). Der Standort ist im unwegsamen Gelände schwer zu finden, denn die Geschiebeblöcke sind im Birken-Vorwald verborgen. | Langenleuba-Niederhain | Lage |
| ABG_1080 |      | Findlinge Falkenhain      | Granit, Granodiorit                           | Saale-Komplex    | Im Gutspark von Falkenhain befindet sich die „Falkenhainer Findlingsgruppe“, die insgesamt drei Gesteinsblöcke umfasst. Diese stammen vermutlich aus der benachbarten Feldflur und wurden noch vor 1900 an ihren heutigen Standort verlagert. Es handelt sich um zwei graue Granite und einen rötlichgrauen Granodiorit. Diese wurden während der Saale-Kaltzeit vor ca. 200.000 Jahren von einem Gletscher aus Skandinavien bis nach Mitteldeutschland transportiert. | Meuselwitz             | Lage |

### Magmatische Bildungen
| ID      | Bild | Bezeichnung                | Art | Stratigraphie                   | Beschreibung | Gemeinde      | Lage |
| ------- | ---- | -------------------------- | --- | ------------------------------- | --- | ------------- | ---- |
| ABG_350 |      | Steinbruch Modelwitz       | Grüngrauer Vulkanit mit deutlicher Fluidaltextur („Modelwitzer Quarzporphyr“, „Rhyolith-Typ Modelwitz“).                    | Untere Planitz-Formation        | Der im 19. Jahrhundert angelegte Tagebau „Steinbruch Modelwitz“ liegt südwestlich des Ortes Modelwitz und war bereits vor 1960 auflässig. Regionalgeologisch gehört dieser Geotop zum Nordwestsächsischen Eruptivkomplex westlich der Colditzer Senke (Übergangsstockwerk). In dem ehemaligen Werkstein- und Schotterbruch steht ein grüngrauer Vulkanit an, der sog. „Rhyolith-Typ Modelwitz“. Das Gestein weist eine steilstehende fluidale Textur auf, was vermuten lässt, dass der Aufschluss im Bereich eines vulkanischen Förderschlotes angelegt wurde. Teilweise ist der Rhyolith als vulkanische Brekzie ausgebildet (rötliche und grüngraue Mandelsteinlagen). Da die Sohle des Tagebaus durch das Einbringen von Erdstoffen angehoben wurde, ist das Gestein nur noch stellenweise an den Endböschungen sichtbar. Weite Bereiche der Böschung sind mit Hangschutt und Gehölzanflug bedeckt. | Altenburg     | Lage |
| ABG_325 |      | Rhyolithfelsen Posterstein | Quarzporphyr (Phänorhyolith) Typ Posterstein                                                                                | Meta-Rhyolith (Typ Posterstein) | Der ca. 20 m breite und bis 15 m hohe Aufschluss Rhyolithfelsen Posterstein befindet sich am nördlichen Ortsrand von Posterstein. Der Rhyolith (früher: Quarzporphyr) ist in einem alten, vollständig renaturierten Steinbruch am SE-Rand und in den Klippenzonen des Bergsporns gut zugänglich aufgeschlossen. Detaillierte Schurfaufnahmen wurden durch RÖSLER (1960) an der östlichen Flanke des Aufschlusses vorgenommen. Da bereits Abtragungsschutt des Rhyoliths in benachbarten Oberdevon-Brekzien auftritt, erfolgte eine stratigraphische Einstufung in das untere Oberdevon. Der Phänorhyolith Typ Posterstein ist dem sauren initialen Vulkanismus des Saxothuringikums zuzuordnen. Das vorwiegend felsisch ausgebildete Gestein erscheint megaskopisch grau bis rötlichgrau, dicht und relativ einsprenglingsarm. Die in der feinstkörnigen fluidalen Grundmasse auftretenden Einsprenglinge bestehen aus dunklen, splittrigen, bis 0,5 mm großen Quarzen (Dihexaeder mit allen Korrosionsformen) und rosa- bis fleischfarbenen, bis 1 cm großen Feldspäten sowie chloritisierten hypidiomorphen Mafiten. Die Orthoklase überwiegen die meist kleineren Plagioklase und sind oft fleckig bis spindelartig albitisiert. Im Gestein treten weiterhin bis 0,2 mm große stengelige Zirkone auf. Mikroskopisch wird eine feine Leistentextur sichtbar, in der sporadisch Erzkörnchen eingelagert sind. Partienweise wird das Leistengefüge durch sekundäre Quarz-Kalifeldspat-Neubildungen unregelmäßig fleckenförmig verdrängt. Im Rhyolith sind zuweilen eine rötliche Bänderung und endobrekziöse Gefüge zu beobachten. Im hangenden Teil des Rhyolithbruchs, nahe der Grenze zum Konglomerathorizont des untersten Oberdevons, wird die Textur schlierig bis fleckig. Das Gestein hat z. T. Fremdmaterial aufgenommen. Die Körnigkeit der Grundmasse wechselt extrem stark. Es treten Xenolithe von feldspatophyrischen Spiliten bzw. Spilitmandelsteinen und holokristallinen, gleichkörnigen Plagioklas-Orthoklas-Mafit-Kristallagglomeraten bis 6 mm Größe auf. | Posterstein   | Lage |
| ABG_327 |      | Porphyrsteinbruch Remsa    | dunkelrotbrauner Rhyolith-Typ Remsa mit Feldspat-Einsprenglingen, plattige dunkelgraugrüne Staub-, Asche- und Kristalltuffe | Remsaer Rhyolith                | Der vor 1960 stillgelegte Werkstein- und Schotterbruch „Porphyrsteinbruch Remsa“ am Katzenberg liegt ca. 1,5 km östlich von Remsa bei Windischleuba. Er gilt als Typuslokalität für den „Rhyolith-Typ Remsa“ (veraltet Remsaer Quarzporphyr) und wurde 1973 zum Naturschutzdenkmal erklärt. Im Westteil des Aufschlusses stehen plattige dunkelgraugrüne Staub-, Asche- und Kristalltuffe an. Die Eigenfarbe des Gesteins wird in den Klüften von einem Eisenoxidbelag überdeckt. Bemerkenswert ist die Kontaktzone zwischen Tuffen und Rhyolithkörper, an der eine geringe Mineralisation von Quarz und Calcit zu sehen ist. Die Bankung des Rhyoliths steht fast senkrecht auf den Klüften. | Windischleuba | Lage |
| ABG_328 |      | Steinbruch Windischleuba   | Glimmerporphyrit, andesitische Lava                                                                                         | Untere Planitz-Formation        | Der vor vielen Jahren stillgelegte Werksteinbruch gehört zu den ältesten (Flächen-)Naturdenkmälern der Region und wurde bereits 1934 als Vogelschutzgebiet ausgewiesen. Der an der L 1353 östlich von Windischleuba gelegene Geotop gilt als Typuslokalität des „Biotit-Phänoandesit-Typ Altenburg“ (ursprünglich Glimmerporphyr). Durch den Bau eines Wasserspeichers kam es zur Flutung des Kesselbruchs, d. h. die Böschung ist nur noch örtlich am Oberhang betretbar. Die andesitische Lava ist am günstigsten an der westexponierten Böschung zu sehen. | Windischleuba | Lage |